# Ferdinand Meldahl
Ferdinand Meldahl (16. marts 1827 på Frederiksberg – 3. februar 1908 i København) var en dansk arkitekt, etatsråd, kammerherre og borgerrepræsentant. Han udøvede meget stor indflydelse på arkitektur og kunst i anden halvdel af 1800-tallet. Meldahl var på den ene side kosmopolitisk orienteret, visionær og produktiv og på den anden side en konservativ natur, hvis idealer blev forkastet af den efterfølgende kunstner- og arkitektgeneration.
Han var bror til general Carl Meldahl og onkel til maleren Julie Meldahl, datteren af hans bror Henrik Meldahl.

## Uddannelse
Han blev født i København og var søn af jernstøber Heinrich Meldahl. Han arbejdede i sin fars jernstøberi og blev desuden udlært som murersvend. Han kom på Kunstakademiet, hvor han blev uddannet til arkitekt, og han fik undervejs mange udmærkelser og medaljer for sin indsats. Han var på adskillige studierejser til bl.a. Tyskland, Frankrig, Spanien, Holland, England, Egypten og Syrien.

## Karriere
Da han havde færdiggjort sin uddannelse, blev han medlem af Kunstakademiet i 1857 og spillede en væsentlig rolle for arkitektskolens udvikling. Fra 1863 var han formand for skolerådet, fra 1864 professor i bygningskunst og i perioden 1873-90 direktør for akademiet.
Fra 1860 fungerede han som kgl. bygningsinspektør, og fra 1866 og 27 år frem sad han i Københavns Borgerrepræsentation. Desuden havde han utallige hverv som rådgiver, dommer og kommissionsmedlem. Han blev udnævnt til etatsråd (1867), Ridder af Dannebrog 1861, Dannebrogsmand 1864, Kommandør af 2. grad af Dannebrog 1874 og af 1. grad samme år og fik Storkorset 1904. Han blev kammerherre 1892 og er fortsat den højest dekorerede danske arkitekt nogensinde (når man ser bort fra hofembedsmænd, som virkede som arkitekter: Wilhelm Friedrich von Platen, Vincents Lerche og Holger lensbaron Rosenkrantz). Han sad desuden i bestyrelsen for Faxe Kalkbrud.

## Arkitekturopfattelse
Han hørte til de såkaldte "europæere", dvs. historicistiske arkitekter, der gik ind for kopiering af fortidens europæiske arkitektur og stilarter, hvilket han fik afprøvet i praksis ved genopførelsen af Frederiksborg Slot fra 1860 og fremefter. Genopførelsen, der strakte sig over årtier og ved brygger J.C. Jacobsens mellemkomst blev programmeret til at huse Frederiksborgmuseet, skabte ham et navn og hans indsats gjorde den nederlandske renæssance til en populær stil at kopiere, hvilket han selv praktiserede ved ombygningen af Frijsenborg, der blev mønsteret på, hvordan en moderne herregård skulle se ud i anden halvdel af 1800-tallet.
Meldahl var en magtfuld og omdiskuteret person, der på mange måder indtog en parallel position til overbygningsdirektør og akademidirektør C.F. Hansen et halvt århundrede tidligere. For de unge nationalromantiske arkitekter i kredsen omkring Martin Nyrop, P.V. Jensen Klint og Ulrik Plesner blev han opfattet som bagstræberisk figur, der modarbejdede en personlig kreativitet i arkitektarbejdet med sin akademiske insisteren på at kopiere fortidens stilarter og på den korrekte gengivelse af fortidige stilmotiver. Det er da også karakteristisk, at mange at arkitekterne omkring 1900 helt fravalgte akademiuddannelsen (f.eks. Jensen Klint) og havde andre uddannelsesmæssige baggrunde. De flokkedes i stedet om Johan Daniel Herholdt og Hans J. Holm, der underviste på Polyteknisk Læreanstalt, og som forfægtede en materialebrug med vægt på teglstensornamentik og upudset murværk, der stod i grel kontrast til Meldahl-fløjens begejstring for pudsede facader og stuk.
Meldahl var sig til gengæld sin kosmopolitiske indstilling bevidst. Han ønskede at skabe et København, der kunne – og skulle – måle sig med Napoleon III's Paris, og vejen frem var dermed kopiering af den bedste udenlandske arkitektur. Kunne man ikke få Paris' skala, kunne man i det mindste skabe en stemning af arkitektonisk grandeur.

## Tab af indflydelse
Konkurrencen om Københavns Rådhus blev et omdrejningspunkt for striden mellem Meldahl og Nyrop-fløjen. Meldahl prøvede til det sidste at forhindre Nyrops projekt i at blive virkeliggjort, selvom han havde vundet i to konkurrencer. At Nyrop sejrede, og at Meldahls favorit i konkurrencen, Valdemar Koch, selv erkendte, at Nyrops forslag var hans projekt overlegent og mere moderne, viste, at der blæste nye vinde inden for arkitekturen.
Set i eftertidens perspektiv er ikke alle Meldahls tanker i højeste kurs. Hans boligbyggerier synes ofte sammenpressede uden megen lys og luft, og hans til tider hårdhændede restaureringer af historiske bygninger ville blive gjort anderledes i dag. Ligeledes er der almindelig tilfredshed med, at hans planer om at nedrive Nyboder og omdanne Prinsens Palæ til hovedbanegård ikke blev til noget. På den anden side kæmpede han, da voldene faldt, f.eks. mod militærets byggespekulation og for udlægning af Københavns voldanlæg til parkområder, og mange af hans bygningsværker har betydelige arkitektoniske kvaliteter.
Han udførte også et betydeligt faglitterært arbejde og skrev bl.a. artikler om arkitekturforhold, licitationsforehavender, hygiejniske forhold og rejsebeskrivelser. Mange af Meldahls bygninger er tegnet i samarbejde med Albert Jensen, hvis arkitektoniske indsats muligvis bliver forklejnet, eftersom Meldahl ofte alene tog æren for de færdige resultater.
Som tak for bl.a. fuldførelsen af Frederiks Kirke (Marmorkirken) tildelte C.F. Tietgen ham i 1894 et gravsted på Lyngby Gamle Kirkegård, hvor han ligger i dag.
Meldahlsgade i arkitektkvarteret nær Vesterport Station i København er opkaldt efter ham.

## Gengivelser af Meldahl
- Tegninger af Johan Frederik Busch 1846 og 1848 (familieeje)
- Tegning af Jacob Kornerup 1852: Meldahl paa Fodvandring (familieeje)
- Maleri af Ernst Meyer fra Rom ca. 1856: En Kunstner tegnende paa Gaden omgivet af Pigebørn
- Buste af Vilhelm Bissen 1860 (i gips i Statens Museum for Kunst og på Kunstakademiet, i bronze 1900 i Randers Kunstmuseum)
- Portrætteret på maleri af Otto Bache 1872: Den Ræder'ske Portrætgruppe (familieeje)
- Maleri af P.S. Krøyer (halvfigur) 1882 på Frederiksborgmuseet (karton i Skagens Museum)
- Maleri af samme (helfigur) 1882 i Statens Museum for Kunst, dep. i Den Hirschsprungske Samling (karton i Skagens Museum)
- Maleri af Otto Bache 1883 (familieeje)
- Portrætteret på maleri af Otto Bache 1887: Christian IV.s Kroningstog (Frederiksborgmuseet)
- Medaljon af Th. Stein 1892
- Portrætteret på piedestalen af Ubaldino Peruzzis monument i Firenze 1898 (efter fotografi)
- Portrætteret på maleri af Viggo Johansen 1904: Et Akademiraadsmøde (Statens Museum for Kunst)
- Maleri af Bertha Wegmann ca. 1893 (Frederiksborgmuseet)
- Portræthoveder udvendig på Frederiksborg Slot og Rosenborg Slot
- Portrætmedaljon af Max Andersen 1936 i Kunstnerhjemmet i Gothersgade
- Xylografi 1877 efter fotografi, 1879 af H.P. Hansen og 1881

## Værker
I Skåne:
- Herregården Öja (1848-49)
- Bjärsjöholm (1849-50)
- Hamilton House (ca. 1850, nedrevet)
- Stubbarp Slot (1851-52)
- Sextorp ved Ringsjön (1857-59, ombygget 1915)
- Alnarp Landbrugsskole ved Malmö (1858-61)
- Gåsebäck Slot (1859, nedrevet)
- Mejeri, Børringe Kloster (ca. 1860)
- Borlunda Kirke (1866-68)

I Danmark:
- Portal, ringmur, Gråbrødre Kirkegård, Roskilde (1852-53, sammen med Henning Wolff)
- Avlsbygninger og mejeri, Valbygård (kilderne er uenige: 1853-54, 1857 eller 1860?)[1][2][3]
- Mejeri og forpagterbygning, Bonderup (1857)
- Snertingegård ved Vordingborg (1857-58, fredet)
- Blindeinstituttet, Kastelsvej, København (1857-58, tilbygning 1879-80 sammen med Albert Jensen, fraflyttet 1968, fredet)
- Stiftsbibliotek, nu Roskilde Domkirkes kontor, Domkirkestræde 10, Roskilde (1857-59)
- Ting- og Arresthus, Gabelsgade, Aalborg (1857-61, nedrevet 1970)
- Christinelund (1858-59, ombygget 1868-69, fredet)
- Københavns Søbefæstning, herunder Prøvestensfortet (1857-64, helt ombygget til benzinlager)
- Villa, Rosenvængets Hovedvej 21A, Rosenvænget, København (1858-59, senere tilbygninger)
- Villa, Rosenvænget Hovedvej 23 (1859-60, stærkt ombygget)
- Ting- og Arresthus, Randers (1859-62)
- Åndsvageanstalt, Gammel Bakkehus, Rahbeks Allé 21, København (1859-60, fra 1970 del af Carlsberg, fredet)
- Skovsgård ved Viborg (1859-60, brændt 1909, genopført)
- Navigationsskole og Livrenteanstalt, senere Statsanstalten for Livsforsikring, Havnegade 23, København (1863-65, fredet)
- Råd-, Ting- og Arresthus, Vendersgade, Fredericia (1859-60, rådhus fraflyttet 1964, fredet, overtaget af Realea A/S)
- Bebyggelsesplan for Gammelholm, København (1859, udført 1860-77)
- Landstedet Skovbakken for L.P. Holmblad, Skodsborg Strandvej 253, Skodsborg (1859)
- Maglegård, Strandvejen 221 (1860, nedrevet)
- Ankersmedien, nu som "Meldahls Smedje" del af Kunstakademiets Arkitektskole, Danneskiold-Samsøes Allé, Holmen, København (1860-62, fredet)
- Møgelkær ved Horsens (1861-62, ombygget til fængsel, delvist nedrevet)
- Klampehus, Strandvejen 503, Klampenborg (1863)
- Spiritus-frilager, Ny Toldbodgade, København (1863-64, nedrevet)
- Nordre Toldbod, København (1863-68, sammen med Vilhelm Dahlerup og Frederik Bøttger, forhøjet 1938-39 ved Einar Madvig)
- Plan for Københavns fæstningsterræn (1865-96)
- Eget landsted, Dyrehavegårdsvej 8 (1867-68, tilbygning 1889)
- Den Kgl. Mønt, Holbergsgade, København (1872-73, sammen med Ludvig Fenger, forhøjet 1923 ved Thorvald Jørgensen)
- Bebyggelsesplan for Ny Østergade/Hovedvagtsgade/Kongens Nytorv, København for Det Kjøbenhavnske Bygge-Selskab (1873)
- Hotel d'Angleterre, Kongens Nytorv (1873-75, sammen med Vilhelm Dahlerup og Georg E.W. Møller)
- Bebyggelse i de nævnte gade (1873-76, sammen med Ludvig Fenger, Ove Petersen og Vilhelm Dahlerup, nogle facader siden forenklet)
- Guldkafeen, sammesteds (1892, sammen med Albert Jensen)
- Søtorvet, København (1873-76, sammen med Ferdinand Vilhelm Jensen og Vilhelm Petersen, fredet)
- Fuldførelsen af Marmorkirken (Frederiks Kirke), Frederiksgade, København (1876-94)
- Den omkringliggende bebyggelse, Frederiksgade (1876-94, sammen med Emil Blichfeldt og Albert Jensen, fredet)
- Charlottenborg Udstillingsbygning, Charlottenborg, Kongens Nytorv 1, København (1876-83, sammen med Albert Jensen, original trappe nedrevet, fredet)
- Indretning af Frederiksborgmuseet (1878-94)
- Altinget, Reykjavík (1879-81, tilbygningen Kringlan af Frederik Kiørboe 1908)
- Vildtfodringshus ved Eremitagen (1889-90, nedbrudt, nyopført 1896)
- Facaden på Middelgrundsfortet (1890-94, fredet)
- Ca. 20 skovfogedhuse i Nordsjælland (1890-1900)
- Skovridergård, Landlyst (1892)
- Skovridergård, Bøgelund (1895-96, ombygget 1915)
- Skovridergård, Mårum (1898, ombygget
- Porthuse ved Kystbanen
- Posthus, Peter Lieps Vej, Klampenborg (1895-96, restaureret)

### Restaureringer
- Frederiksborg Slot (1860-84)
- Fredensborg Slot (1865)
- Kronborg (1866-1900)
- Rosenborg Slot (1867-70, 1884-90)
- Børsen (1878-83, konsulent for Ludvig Fenger ved indretningen 1884-85)
- Esrum Kloster (1881-82)
- Eremitagen (1884-92)
- Sorgenfri Slot (1898)
- Løvenholm (1901-02)

### Om- og tilbygninger
- Frijsenborg (1857-67, fredet)
- Pederstrup (1858-61, nedrevet 1938 og C.F. Hansens bygning genskabt ved Viggo Sten Møller)
- Örtofta ved Lund (1857-61)
- Bonderup (1858-59, atter ombygget og forenklet 1951 ved M.J. Erlangsen)
- Sindssygeanstalt, Risskov (udvidet 1858-61, senere udvidet)
- Bernstorff Slot, Gentofte (1860)
- Amalie Ræders landsted, Dyrehavegårdsvej 18, Kongens Lyngby (1867, 1872, udvidet 1941)
- Gärnäs hovedbygning, Skåne (1873)
- Schloss Philipsruhe, Tyskland (1875-80, udvidet, nu Historisches Museum, Hanau)
- Charlottenlund Slot, Charlottenlund (1880-81, fredet)
- Tilbygning til Frederiksborg Statsskole, Sdr. Jernbanevej 4, Hillerød (1882-85, nu handelsskole)
- Trolleholm slot, Skåne (1886-89, sammen med Albert Jensen)
- Trollenäs slot, Skåne (1891-93, sammen med Albert Jensen)
- Påbygning af glasveranda på Sorgenfri Slot (1898, nedrevet 2002)

### Projekter
- Næsgård Mejeri (1854)
- Hovedbanegård, København (1862, ombygning af Prinsens Palæ)
- Udparcellering af Nyboder, København (1863-64)
- Christiansborg Slots omgivelser (1871)
- Bebyggelsesplan for Kastellet (1886)
- Christiansborg Slot (1887-88, sammen med Albert Jensen, konkurrence)

### Dekorative arbejder
- Interiører
- Granitobelisk på Skamlingsbanken (1863, sprængt 1864, genrejst 1866)

### Skriftlige arbejder
- (med Fr. S. Neckelmann): Denkmäler der Renaissance in Daenemark (1888)
- Frederikskirken i Kjøbenhavn, 1896 (tysk udg. samme år)
- Venedig, dets Historie og Mindesmærker, 1903
- (med P. Johansen): Det kongelige Akademi for de skjønne Kunster, 1904